# Danmei
Il dānměi (耽美S, dānměiP; lett. 'indulgere alla bellezza') è un genere letterario (presente anche in altri media) nato in Cina che presenta relazioni romantiche tra personaggi maschili ed è tipicamente creato da e per un pubblico femminile. Mentre le opere dānměi e i loro adattamenti hanno raggiunto una grande popolarità in Cina e nel mondo, il loro status legale rimane ambiguo a causa delle politiche di censura cinese.

## Storia
La letteratura omoerotica con personaggi maschili conosciuta anche come Boys’ Love (o BL) ha avuto origine dai manga giapponesi dei primi anni '70 ed è stata introdotta nella Cina continentale attraverso traduzioni pirata nei primi anni '90. Il termine dānměi è un calco dalla parola giapponese tanbi (耽美S, "la ricerca della bellezza"). I fan cinesi spesso usano dānměi e BL in modo intercambiabile.
Dal 1999 sono stati fondati diversi forum dānměi. Questi siti nacquero come comunità per i fan cinesi del BL giapponese, ma presto iniziarono ad ospitare fanwork e storie originali prodotte da giovani donne cinesi. Il 1999 ha visto anche la fondazione della prima rivista cartacea dedicata al dānměi, Dānměi Season, pubblicata fino al 2013 nonostante non avesse un permesso ufficiale.
Le prime comunità di dānměi online erano in gran parte gestite da fan del genere, ma vennero gradualmente soppiantate da una serie di siti di narrativa online più strutturati fondati nei primi anni 2000. Il più grande di questi, Jìnjiāng Wénxuéchéng (晋江文学城S), è stato fondato nel 2003 e da allora ha accumulato 7 milioni di utenti registrati e oltre 500.000 titoli. Le opere pubblicate su Jìnjiāng Wénxuéchéng spaziano dalle opere originali alle fanfiction, dalle storie d'amore eterosessuali, gay e lesbiche alle storie di altri generi, ma è conosciuto prevalentemente come piattaforma per romanzi originali dānměi.
Il dānměi ha raggiunto il grande pubblico in Cina e altrove alla fine del 2010, con adattamenti censurati come Guardian (2018) e The Untamed (2019) che hanno ricevuto miliardi di visualizzazioni e ampia distribuzione internazionale. Nel 2020, i produttori cinematografici e televisivi hanno acquistato i diritti di 59 titoli dānměi.

## Caratteristiche del genere
Le opere dānměi presentano sempre una storia d'amore tra uomini, ma per il resto i temi variano ampiamente. Molte presentano aspetti e ambientazioni wǔxiá e xiānxiá, o incorporano elementi di altri generi come fantascienza e sport.
È comune, ma non obbligatorio, che i due protagonisti maschili di un'opera dānměi siano divisi in gōng (攻S, attivo) e shòu (受S, passivo), che sono analoghi ai giapponesi seme e uke. In alcuni casi però i protagonisti non rispettano questi ruoli e sono presentati come hùgōng (互攻S; lett. "attaccare reciprocamente"). Il dānměi è stato criticato per la sua aderenza ai ruoli di genere eteronormativi all'interno delle relazioni omosessuali, ma negli ultimi anni il genere è cresciuto fino a rappresentare una grande varietà di dinamiche di relazione diverse.
La letteratura omoerotica con personaggi femminili contrapposta al dānměi è conosciuta come bǎihé (百合S; lett. "giglio"), che è un calco della parola giapponese yuri. Anche il bǎihé è in gran parte creato da e per le donne, ma non è così noto o popolare come il dānměi.

## Pubblico
Un sondaggio sui lettori cinesi di questo genere realizzato dal 2015 al 2018 ha rilevato che circa l'87% si identifica come donna e il 67-80% si identifica come eterosessuale.
A causa del fatto che il dānměi è principalmente creato e consumato da donne eterosessuali, questo genere è considerato avere una prospettiva femminile e una cornice eteronormativa. Si ritiene che questo genere attragga un pubblico costituito prevalentemente da donne eterosessuali proprio per la mancanza di una donna nella relazione, allontanando così l’esperienza dal corpo femminile. Un’altra motivazione addotta dai fan è la parità tra i partner rappresentata nelle opere di questo genere, specialmente in confronto alle dinamiche riportate in opere cinesi che rappresentato rapporti eterosessuali.
Le fan del dānměi spesso si riferiscono a sé stesse come fǔnǚ (腐女S; lett. "donna marcia"), calco del termine giapponese fujoshi.

## Media
La maggior parte delle opere dānměi più popolari nascono come romanzi web, pubblicati in serie su siti come Jìnjiāng Wénxuéchéng e Dānměi Chinese Web. Per poter leggere, i lettori devono pagare man mano che i nuovi capitoli vengono pubblicati.
I romanzi completi possono anche essere pubblicati come edizioni cartacee in Cina (auto-pubblicati o tramite Taiwan) e all'estero. Il 4 agosto 2021, Seven Seas Entertainment ha annunciato la pubblicazione del corpo di opere della popolare autrice di dānměi Mò Xiāng Tóng Xiù, realizzando la prima pubblicazione ufficiale in lingua inglese di romanzi dānměi. Tuttavia, la traduzione amatoriale da parte dei fan dei romanzi web cinesi, in particolare dei dānměi, è molto diffusa.
I romanzi dānměi sono spesso adattati come mànhuà, dònghuà, radiodrammi e serie televisive live action che possono o meno mantenere elementi testuali queer. Gli adattamenti in serie web live action di opere dānměi hanno ottenuto un grande successo commerciale, conformandosi alle richieste del governo cinese e della più ampia cultura di consumo.
I fumetti originali rimangono poco comuni nel dānměi rispetto al BL giapponese, dove il manga è il mezzo dominante.

## Censura
Nonostante la sua massiccia popolarità, i media dānměi sono costantemente a rischio di azioni legali da parte del governo cinese in quanto "rompe due tabù sociali in un colpo solo: la pornografia e l'omosessualità."
La pornografia è illegale in Cina, anche se le leggi esatte riguardanti il suo possesso e la distribuzione sono ambigue, e la letteratura dānměi con scene di sesso esplicito è inequivocabilmente classificata come pornografia. L'omosessualità stessa è stata depenalizzata in Cina dal 1997, ma a causa delle vaghe definizioni legali di "oscenità" e "comportamento sessuale anormale", anche la letteratura queer non esplicita può essere soggetta a censura.
Le repressioni anti-pornografia del 2004, 2010 e 2014 hanno portato alla chiusura di molti siti e forum di opere dānměi. Nel 2011, le autorità cinesi hanno chiuso un sito che ospitava 1.200 opere e il suo fondatore è stato multato e incarcerato per 18 mesi. Nell'ottobre 2018, un'autrice di dānměi che scriveva con lo pseudonimo Tianyi è stata condannata a più di 10 anni di prigione dopo che il suo romanzo omoerotico auto-pubblicato con stupri e storie d'amore insegnante-studente ha venduto oltre 7.000 copie.
Le rigide politiche di censura inducono alcune comunità dānměi ad auto-monitorarsi, con siti come Jìnjiāng Wénxuéchéng che chiedono ai propri lettori di segnalare opere esplicite per la cancellazione. Alcuni autori dānměi della Cina continentale aggirano le restrizioni sulla pornografia pubblicando le parti esplicite delle loro opere su siti web di letteratura taiwanese.
All'inizio del 2016, la serie web Addicted (basato su un romanzo d'amore taiwanese) è stata rimossa da tutte le piattaforme di streaming della Cina continentale prima che finisse di andare in onda su ordine dell'Amministrazione statale della stampa, della pubblicazione, della radio, del cinema e della televisione (SAPPRFT). La settimana successiva, la China Television Drama Production Industry Association ha reso pubbliche delle linee guida datate 31 dicembre 2015 che vietavano le rappresentazioni televisive di "relazioni e comportamenti sessuali anormali", comprese le relazioni omosessuali. Queste nuove linee guida hanno avuto un impatto sulle serie web, che in passato avevano meno restrizioni rispetto alla televisione broadcast. Il SAPPRFT ha emesso regolamenti ancora più severi riguardanti gli spettacoli online nel giugno 2017.
Dal 2017, diversi romanzi dānměi sono stati comunque adattati come serie web live action, aggirando i regolamenti e rimuovendo elementi di romanticismo queer pur mantenendone il sottotesto. Nel 2018, poco dopo la pubblicazione dell'suo episodio finale, l'adattamento live action di Guardian è stato eliminato dalle piattaforme di streaming per "aggiustamenti dei contenuti" a seguito di una direttiva del SAPPRFT per "ripulire i programmi televisivi dai contenuti dannosi e volgari". È stato successivamente ripubblicato con alcune scene modificate o eliminate.